# Cerodontha hakusana
Cerodontha hakusana är en tvåvingeart som beskrevs av Mitsuhiro Sasakawa 2005. Cerodontha hakusana ingår i släktet Cerodontha och familjen minerarflugor. Inga underarter finns listade i Catalogue of Life.